# Hans Memling
Hans Memling (piše se tudi Memlinc; ok. 1430 - 11. avgust 1494) je bil slikar, aktiven v Flandriji, ki je delal v tradiciji staronizozemskega slikarstva. Rodil se je v regiji Srednje Porenje, otroštvo pa je verjetno preživel v Mainzu. Do leta 1465 se je preselil na Nizozemsko in preživel čas v bruseljski delavnici Rogierja van der Weydna. Pozneje je bil državljan Bruggea, kjer je postal eden vodilnih umetnikov, ki je slikal verska dela, ki so pogosto vključevala portrete njegovih bogatih pokroviteljev. Med Memlingovimi pokrovitelji so bili bogati meščani (bankirji, trgovci in politiki), duhovniki in aristokrati.
Memlingovi portreti so temeljili na slogih, ki se jih je naučil v mladosti. Postal je zelo uspešen in je bil leta 1480 uvrščen med najbogatejše meščane na mestnem davčnem seznamu.
Poročil se je z Anno de Valkenaere nekje med letoma 1470 in 1480 in imel tri otroke. 
Memlingova umetnost je bila ponovno odkrita in postala zelo priljubljena v 19. stoletju.

## Življenje in delo
Memling, rojen v Seligenstadtu, blizu Frankfurta na območju srednje Majne, vajeništvo je opravljal v Mainzu ali Kölnu, kasneje pa je delal v Nizozemskih deželah pod vodstvom Rogierja van der Weydna (ok. 1455–1460) v Bruslju, vojvodina Brabant. Nato je do leta 1465 delal v mestu Brugge, Flandrija.
Morda je bil ranjen v bitki pri Nancyju (1477), zaščiten in ozdravljen s strani bolničarjev v Bruggeu, je v zahvalo zavrnil plačilo za sliko, ki jim jo je naslikal. Memling je slikal za Hospitalce v letih 1479 in 1480 in verjetno so ga pokrovitelji sv. Janeza poznali že pred bitko pri Nancyju. Leta 1477, ko so verjeli, da je mrtev, je sklenil pogodbo za izdelavo oltarne slike za pozlačeno kapelo prodajalcev knjig v Bruggeu. Ta oltarna slika, Prizori Kristusovega pasijona, je zdaj v torinski Galleria Sabauda. Poslednja sodba, ki je bila v Gdansku od leta 1473, je zdaj v tamkajšnjem Narodnem muzeju. Poslednjo sodbo je naročil Angelo Tani, nekdanji direktor bruggške podružnice Medičejske banke. Ko je triptih zaprt prikazuje kako Tani in njegova žena klečita v molitvi. Medičejci so Tanija poslali v London, pred odhodom pa je decembra 1467 ustanovil kapelo, posvečeno svetemu Mihaelu v današnji Badia Fiesolani v Fiesoleju, katere pokrovitelji so bili Cosimo Medičejski in drugi v družini. Tani je naročil oltarno podobo te kapele. Odposlana je bila v Fiesole na plovilu, ki ga je aprila 1473 ujel zasebnik iz Gdanska, Paul Beneke. Naročilo uradnika Medičejske banke dokazuje, da je imel Memling precejšen ugled.
Najstarejša namigovanja na slike, povezane z Memlingom, kažejo na njegove odnose z burgundskim dvorom v Bruslju. Popisi Margarete Avstrijske, sestavljeni leta 1524, nakazujejo na triptih Bog usmiljenja Rogierja van der Weydna, katerega krila z angeli je poslikal mojster Hans. Morda je bil vajenec pri van der Weydnu v Bruggeu, kjer je nato bival.
Najbolj jasni dokazi o povezavi obeh mojstrov so tisti, ki jih nudijo slike, zlasti oltarna slika, ki je bila izmenično dodeljena vsakemu od njih in je morda posledica skupnega dela. V tej oltarni sliki, ki je triptih, naročen za družino Sforza, najdemo slog van der Weydna na osrednji plošči Križanja in Memlinga v epizodah na krilih. Vendar je bil celoten del dodeljen prvemu v zbirki Zambeccari v Bologni, drugi pa pri prodaji Middleton v Londonu leta 1872.
Memlingova slika Krstnika v galeriji v Münchnu (ok. 1470) je najstarejša oblika, v kateri je prikazan Memlingov slog. Kasnejša Poslednja sodba v Gdansku kaže, da je Memling ohranil tradicijo svete umetnosti, ki jo je prej uporabljal Rogier van der Weyden v Oltarju iz Beauna.
Memlingovi portreti so bili priljubljeni zlasti v Italiji. Po besedah Paule Nuttall je Memling izrazito prispeval k portretiranju z uporabo krajinskih ozadij, za katero je značilen »uravnotežen kontrapunkt med zgornjim in spodnjim delom, ospredjem in ozadjem: glava, ki jo nadomešča nevtralno nebo, in nevtralno območje ramen poživljena s podrobnostmi pokrajine onkraj«. Memlingov portretni slog je vplival na delo številnih italijanskih slikarjev iz poznega 15. stoletja, kar je razvidno iz del, kot sta Rafaelovi portreta  Agnola in Portret Maddalene Doni. Bil je priljubljen pri italijanskih kupcih, kar se kaže v prednosti, ki so jo dali kupci, kot sta kardinal Grimani in kardinal Bembo v Benetkah in Medičejci v Firencah.
Memlingov ugled ni bil omejen na Italijo ali Flandrijo. Madona in svetniki (ki je iz zbirke Duchatel prešla v Louvre), Donnerjev triptih (naslikan za sira Johna Donneja in zdaj v Narodni galeriji v Londonu) in štirje pripisani portreti v galeriji Uffizi v Firencah (vključno s sliko Portret  Folco Portinarija), kažejo, da je bilo njegovo delo v 16. stoletju zelo cenjeno.
Torinski pasijon v torinski galeriji Sabauda ter Advent in Kristusova zmaga v Pinakoteki v Münchnu so ilustracije navade v flandrijski umetnosti predstavljanja cikla tem na različnih ravneh ene same slike, kjer je širok teren pokrit z dogodki iz pasijona v obliki, ki je skupna delovanju svetih iger.
Okoli leta 1492 je Memling dobil naročilo, da naslika Oltar iz Najere za benediktinski samostan Santa Maria la Real v Najeri v Riojii v Španiji. Oltarna slika, ki je bila dokončana v Flandriji, je bila sestavljena iz podobe Boga, obkroženega z angeli, ki igrajo na različna glasbila, medtem ko je na vrsti oblakov pred zlatim ozadjem. Nedavna raziskava Barta Fransena je ugotovila, da sta Gonzalo de Cabredo in opat Pablo Martinez naročila izdelavo tega umetniškega dela.
Memling je postal dovolj uspešen, da se je njegovo ime pojavilo na seznamu 875 najbogatejših državljanov Bruggea, ki so bili obveznimi posojilodajalci posojila, ki ga je najel Maksimilijan I. Avstrijski za financiranje vojne proti Franciji leta 1480. Memlingovo ime ni na naslednjih tovrstnih naročniških seznamih, kar kaže na to, da so se njegove finančne razmere nekoliko poslabšale zaradi gospodarske krize v Bruggeu v 1480-ih.
Mojstrovina poznejših Memlingovih let, Relikviarij sv. Uršule v muzeju bolnišnice v Bruggeu, naj bi bil naročen in končan leta 1480. Fini zaključki v miniaturnih figurah, raznolikost pokrajine in noše, čudovito potrpljenje, s katerim so naslikane podrobnosti, je za gledalca en sam užitek. Poznejše delo mojstra je Sv. Krištof in svetniki iz leta 1484 na akademiji, ali Diptih Maarten van Nieuwenhove v bolnišnici v Bruggeu ali veliko Križanje s prizori iz pasijona iz leta 1491 v stolnici v Lübecku, zdaj v muzeju St. Annen v Lübecku. Ob koncu Memlingove kariere ga je vedno bolj podpirala njegova delavnica. Registri slikarskega ceha v Bruggeu navajajo imena dveh vajencev, ki sta stregla Memlingu in plačevala članarino ob vstopu v ceh v letih 1480 in 1486. Ti podrejeni so ostali nejasni.
Umrl je v Bruggeu. Zaupniki njegove oporoke so se 10. decembra 1495 pojavili pred sodiščem v Bruggeu, zapisi o tem datumu in kraju pa kažejo, da je Memling za seboj pustil več otrok in veliko premoženje.

## Slog
Iz njegovih del je razvidno, da se je oblikoval pod Rogierjem van der Weydnom ali po njem. Vendar je omilil njegovo resnost in dal svojim figuram manj podolgovate oblike. Kljub nekakšnim okornostim in tankosti kažejo graciozno gibanje, njihov nežen izraz duše, njihovi globoki in resnični občutki pa gledalca očarajo z veliko močjo. Naivna prijaznost njegovega pripovedovanja zgodb, njegovo popolno obvladovanje barv in modeliranja, nežna skrb pri ravnanju so v njegovem času edinstveni, zato so ga imeli Italijani še posebno radi. Poleg ustvarjanja verskih del je Memling tudi pomemben inovator v profanem portretiranju. Več kot tretjino obsežnega opusa, ki ga je zapustil, sestavljajo portreti te zvrsti. Umetnostni zgodovinar Dirk de Vos na podlagi primerjave skupin del različnih sodobnih umetnikov ugotavlja, da je Memling na podlagi umetnosti Jana van Eycka in Rogierja van der Weydna ustvaril osnovo za renesančni portret na Nizozemskem. Memlingovo cvetlično tihožitje, ki ga hranijo v Städlu v Frankfurtu ob Majni, velja za najzgodnejšega te vrste.

## Izbor del
- Ena njegovih najbolj znanih slik visi v pariškem Louvru: portret stare dame z avbo (1470/75). Je del dvojnega portreta, katerega dvojnik hranijo v Berlinu in ki skupaj delujeta kot Portret starega zakonskega para.
- Poslednja sodba, 1467–1471, Narodni muzej (Gdansk)

Glavna dela umetnika so v Johannishospitalu (Hôpital Saint-Jean ali Sint-Janshospitaal) v Bruggeu:
- Relikviarij sv. Uršule s 6 upodobitvami iz legende o 11.000 devicah (1489)
- Oltar z mistično zaroko sv. Katarine (krilni oltarni nastavek, 1479)
- Poklon Treh kraljev (tudi s krili, 1479)
- Portret Marije Moreel kot Perzijska Sibila (1480)
- Madona z donatorjem Martinom van Nieuwenhovenom (1487)

- V  Groeningovem muzeju v Bruggeu je triptih: na sredini sveti Krištof, Maur, Egidij, na krilih donator, župan Moreel z družino.
- V torinski galeriji Galleria Sabauda je plošča Torinski pasijon, ki v različnih majhnih skupinah prikazuje Kristusov pasijon (sedem Marijinih žalosti)
- V Stari pinakoteki v Münchnu podobno delo s sedmimi Marijinimi radostmi.
- V Musée des Beaux-Arts v Strasbourgu je obojestransko poslikan poliptih Zemeljska nečimrnost in božansko odrešenje
- Oltarna slika iz leta 1491, ki je bila prvotno v Greveradenkapelle v stolnici v Lübecku in na sredini prikazuje Kristusovo križanje, je zdaj v samostanu sv. Ane v Lübecku.
- Batšeba v kopeli (okoli 1485), 191,5 × 84,5 cm, Staatsgalerie, Stuttgart. [3]
- Kristus, obdan z glasbenimi angeli, prvotno poslikan za samostan Santa María la Real de Nájera, je zdaj v Kraljevem muzeju likovnih umetnosti v Antwerpnu.

## Galerija
- Mož žalosti v naročju Device, 1475, Narodna galerija Victoria
- Kristus blagoslavlja, 1478, Norton Simon Museum
- Mater Dolorosa, ok. 1480, galerija Uffizi
- Kristus, obdan z glasbenimi angeli, ok. 1480 Kraljevi muzej likovnih umetnosti Antwerpen
- Oznanjenje, 1480–89, Metropolitanski muzej umetnosti
- Alegorija z Devico, 1479–80
- Portret Marije Portinari, c. 1475
- Portret Barbare van Vlaendenbergh, c. 1480

- Diptih Jeana de Cellierja, c. 1490
- Moreelov triptih, 1484, Groeningov muzej, Brugge

## Memlingove 	preproge
Memlingove preproge so vrsta zgodnje orientalskih preprog, naslikanih v več Memlingovih slikah in poimenovanih po njem. Zanje so značilni galebi s "zakrivljenimi" črtami, ki se širijo iz osrednjega telesa, verjetno pa prihajajo iz Anatolije ali Armenije.